# Andrius Palionis
Andrius Palionis (ur. 5 czerwca 1975 w Kownie) – litewski polityk, poseł na Sejm Republiki Litewskiej, od 2019 do 2020 minister rolnictwa.

## Życiorys
Jest synem Juozasa Palionisa, socjaldemokratycznego parlamentarzysty, który w 2011 zginął w wypadku drogowym. Andrius Palionis w 1993 został absolwentem jednej z wileńskich szkół średnich, a w 1998 ukończył studia licencjackie z zakresu rachunkowości na Wydziale Ekonomii Uniwersytetu Wileńskiego. W połowie lat 90. krótko pracował w administracji państwowej w departamencie statystyki, następnie od 1995 przez sześć lat w bankowości. W 2001 został dyrektorem finansowym przedsiębiorstwa zarządzanego przez jego matkę Juliję Palionienė, w 2006 objął stanowisko dyrektora w spółce prawa handlowego BTN.
W 2012 zdecydował się na start w wyborach parlamentarnych w 2012 jako kandydat niezależny w jednym z okręgów jednomandatowych, z którego wcześniej posłował jego ojciec. W drugiej turze głosowania został wybrany do Sejmu, pokonując przedstawiciela Litewskiej Partii Socjaldemokratycznej (ugrupowania, do którego należał Juozas Palionis). W Sejmie wstąpił do frakcji socjaldemokratów. W 2016 z powodzeniem ubiegał się o poselską reelekcję. W październiku 2017 wystąpił z LSDP. W marcu 2018 przystąpił do nowo powołanej Litewskiej Socjaldemokratycznej Partii Pracy.
W sierpniu 2019 objął stanowisko ministra rolnictwa w rządzie Sauliusa Skvernelisa. W 2020 utrzymał mandat deputowanego na kolejną kadencję. W grudniu 2020 zakończył pełnienie funkcji ministra.